# Близнята
Близнята (от на руски: близнята – близнета, близнаци) специфичен вид артилерийски оръдия, изобретен от генерал-фелдцейхмейстера граф Пьотр Шувалов (през 18 век) и наречен също „наново инвентовано полково оръдие“.
Състои се две леки гаубици, разположени на един общ лафет. Граф Шувалов предлага замяната на цялата полкова артилерия с този вид оръдие. За всеки полк се предполага да имат по 4 подобни оръдия, които да използват 6-фунтови гранати, картеч и запалителни снаряди. Преимуществото на близнятата пред 3-фунтовите полкови оръдия се заключава в несравнено по-силното действие на гранатите и картеча.